# بیبلنهایم
بیبلنهایم (به آلمانی: Biebelnheim) یک شهر در آلمان است که در آلزی-ورمز واقع شده‌است. بیبلنهایم ۶۷۱ نفر جمعیت دارد.